# 마나사로와르호
마나사로와르호(중국어 간체자: 玛旁雍错, 정체자: 瑪旁雍錯, 병음: Mapan Yongcuo, 티베트어: མ་ཕམ་གཡུ་མཚོ་ Ma-pham g.yu-mtsho, 영어: Lake Manasarovar)는 중화인민공화국 티베트 자치구의 가장 서쪽에 있는 호수이다. 마나사로바호 또는 마팡용초라고도 부른다. 중국·인도·네팔 3국가의 삼합점과 카일라스산의 가까이에 있다. 남초호, 얌드록초호와 함께 티베트의 3대 ‘성스러운 호수’로 불린다. 해발 4,556m에 위치한 세계에서 가장 높은 담수호이다. (티티카카 호수는 해발 3,812m에 위치)

## 개요
마나사로와르호는 해발 4,556m에 위치하고 있으며, 세계에서 가장 높은 곳에 있는 담수호로 알려져 있다. (티티카카 호수는 해발 3,812m에 위치)
마나사로와르호는 북쪽에는 카라코람산맥, 남쪽에는 히말라야로 둘러싸인 계곡에 위치한다. 그곳은 브라마푸트라강의 최상류이며 서쪽에 이웃하는 라크샤스탈 호수(Rakshastal Lake)와 함께 인더스강의 주요 지류인 사수틀레지강의 원류가 되고 있다. 일반적으로 “마나사로와르호”와 세계적으로 불리고 있는 산스크리트어 “마나스 싸호발”(मानस सरोवर)은 기원이 티베트가 쇄국 상태에 있을 때 인도에서 입국한 사람들이 사용한 용어이다.

## 갤러리

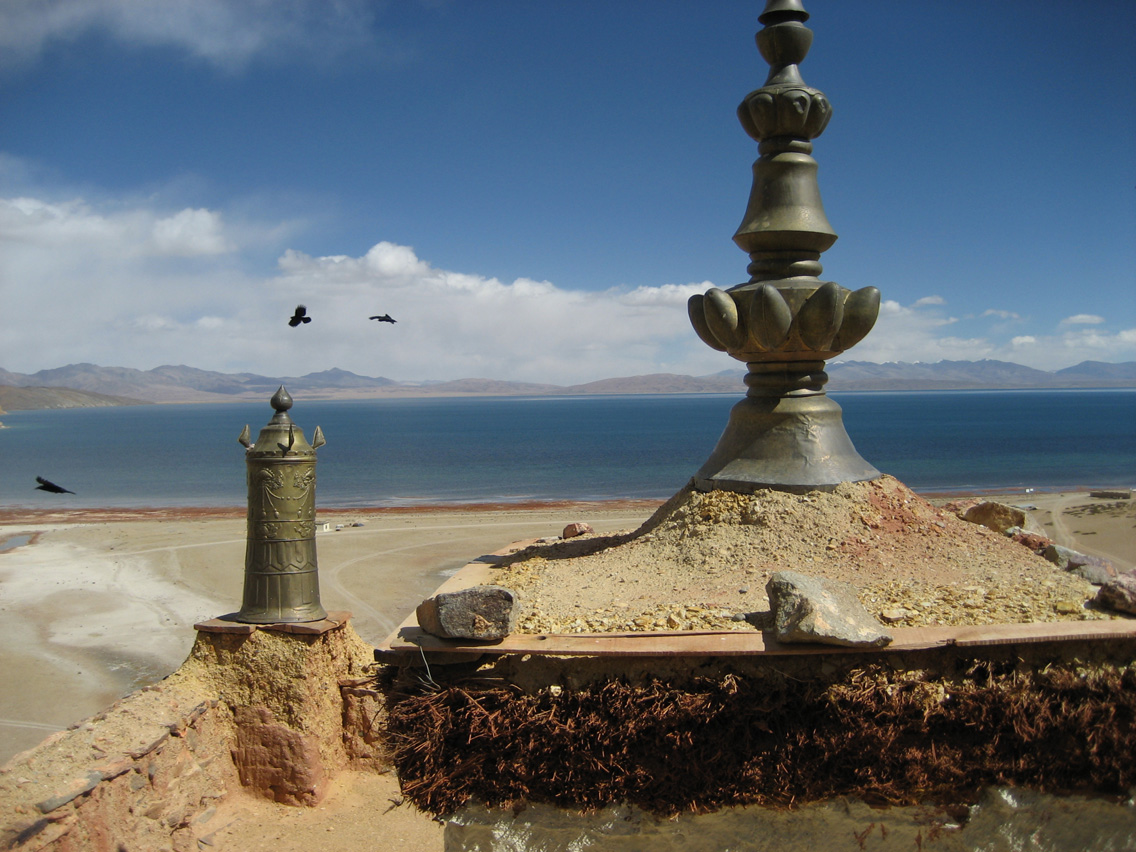
치우 곰파 사원에서 본 모습
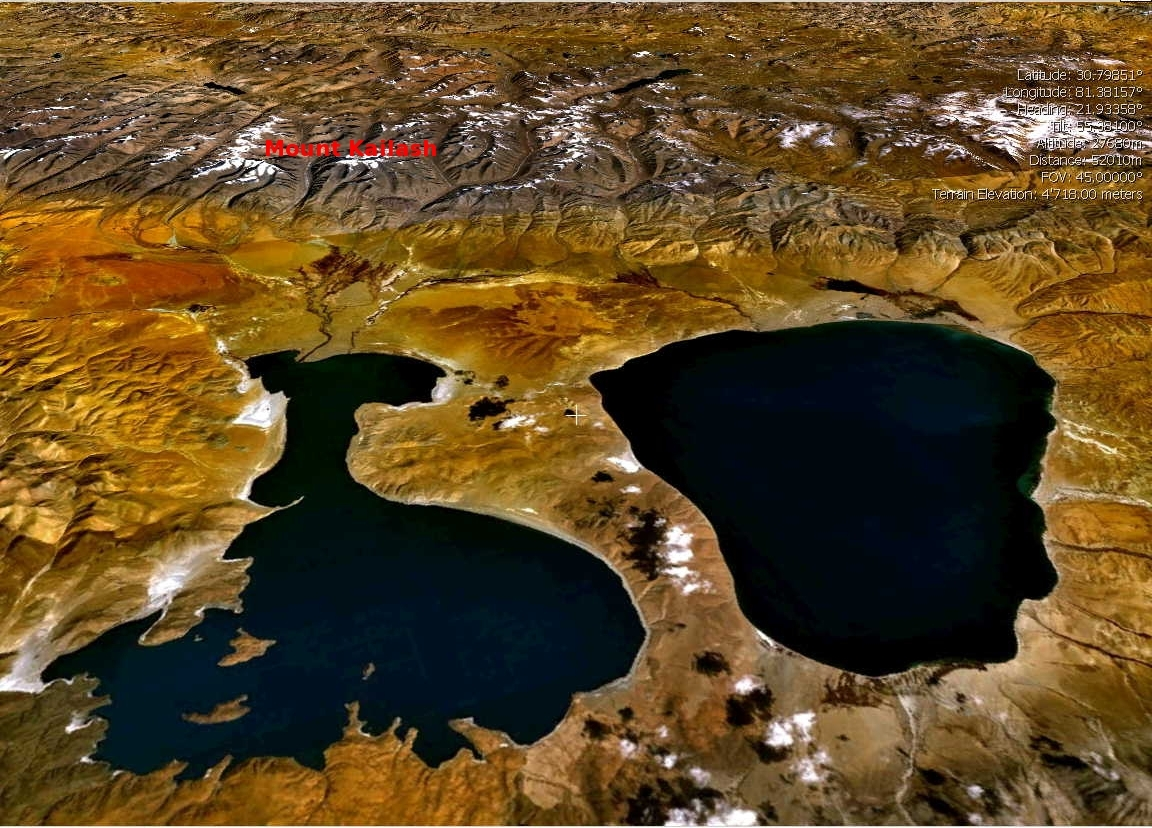
위성 사진에서 본 마나사로와르호(우)와 카일라시산을 배경으로 한 라크샤스탈호
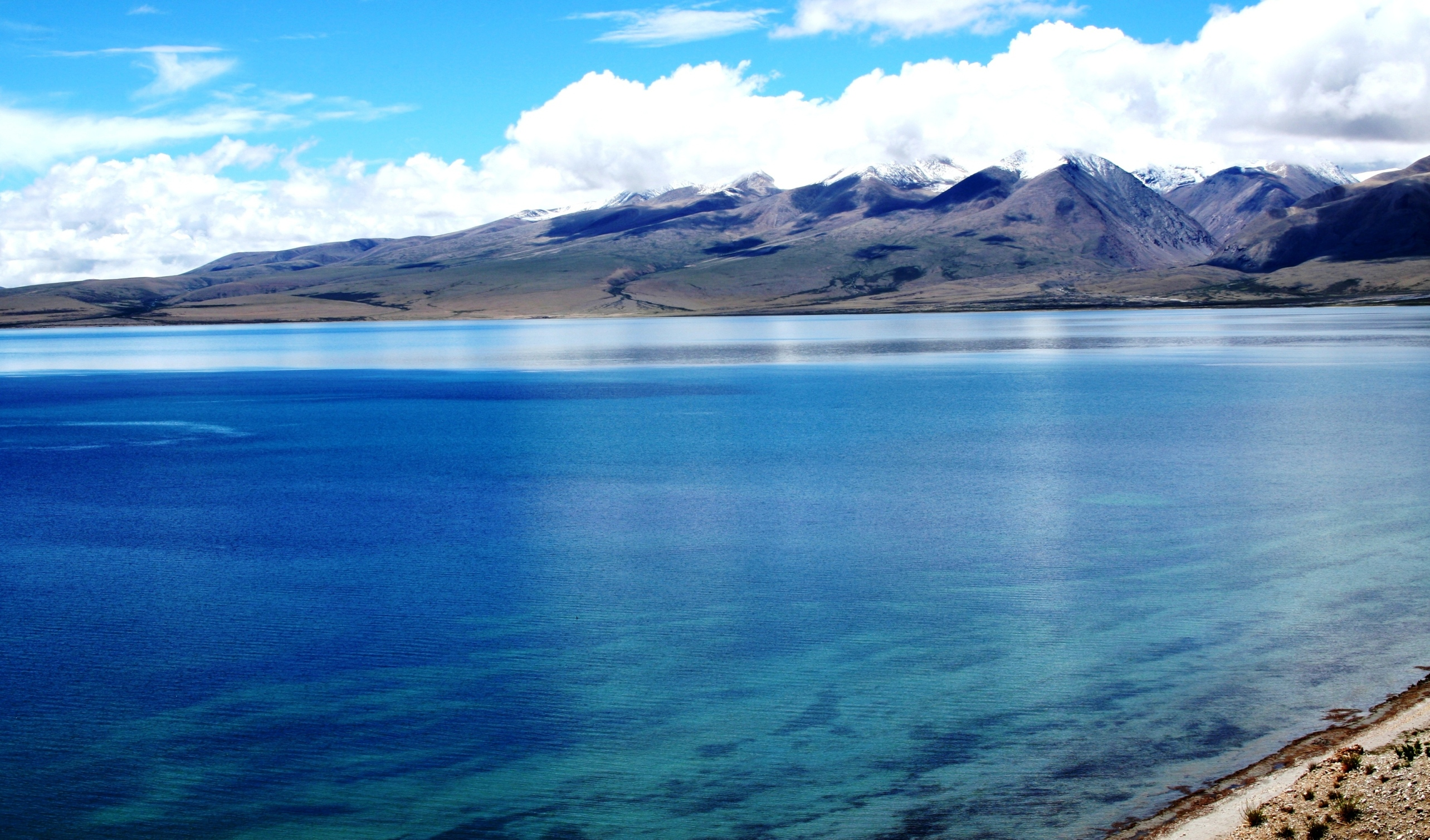
호수와 티베티 쪽 히말라야

## 같이 보기
- 남쵸 호수
- 암드록쵸 호수
- 카일라스산